# Nowe Życie (Toronto)
Nowe Życie (ang. New Life Polish Weekly) – polskojęzyczny tygodnik ukazujący się w Toronto w Kanadzie od listopada 1919 do 1922. Pierwsza polonijna gazeta założona na wschód od Manitoby, w nowym centrum polskiej imigracji, jakim z czasem stawało się ontaryjskie Toronto.
Nowe Życie założył były redaktor Czasu z Winnipegu – Maks Major. Pismo wydawane było przez należące do polskiego imigranta wydawnictwo Slavonia Steamship Agencies Ltd. Major nadał mu podobnie antyklerykalny charakter, jaki miał na początku pierwowzór czyli Czas. Zaczął się on zmieniać po odejściu Maksa uwikłanego w nielegalne procedury paszportowe,
kiedy redaktorami zostali kolejno Edward J. Stawicki i Alfons J. Staniewski. Nowe Życie przestało istnieć w 1922 wraz z bankructwem Slavonii, mimo osiągnięcia nakładu w wysokości 6 tys. egz.